# Bernard Pieds
Pour les articles homonymes, voir Pieds.
Bernard Pieds, né le 3 août 1919 à Villy-le-Maréchal (Aube) et mort le 3 mai 1998 à Troyes (Aube), est un homme politique français.

## Détail des fonctions et des mandats
Mandat parlementaire
- 12 mars 1967 - 30 mai 1968 : Député de la 2e circonscription de l'Aube